# کوتوکو شوسوی
کوتوکو شوسوی (به ژاپنی: (幸徳 傳次郎 Kōtoku Shūsui); ۵ نوامبر ۱۸۷۱ – ۲۴ ژانویهٔ ۱۹۱۱) روزنامه‌نگار، آنارشیسم، political agitator اهل ژاپن بود.